# 特種空勤團：紅色通緝令
《特種空勤團：紅色通緝令》（英語：SAS: Red Notice）是一部2021年英國動作驚悚電影，改編自英國小說作家安迪·麥納的同名小說，由梅格納斯·馬藤斯執導，山姆·修根、露比·蘿絲、安迪·瑟克斯、漢娜·約翰-卡門、湯姆·霍珀、洛爾·克拉克、歐文·約曼、雷·潘塔基、湯姆·威爾金森主演，於2021年3月12日在英國由Sky Cinema發行。

## 劇情
由凱絲、威廉和奥利·路易斯統率的「黑天鵝」傭兵集團與代表英國政府和布里加斯集團的黑手套喬治·克里曼斯在格魯吉亞邊境會合，克里曼斯要求傭兵團儘快取得村郊土地來興建天然氣管道。於是「黑天鵝」傭兵便到其中一條村落虐殺所有男丁，只留下女人以便恐懼流傳人心。然而，一名倖存的女孩偷偷用手機錄下傭兵團犯下的種種惡行，影片流到社交媒體上，引起社會極大迴響。一方面為了回應民怨，一方面害怕會被查出是幕後指使者的阿德活首相下達紅色通緝令緝捕「黑天鵝」傭兵集團，並命令克里曼斯將路易斯們殺害。 
包括男主角湯姆·白金漢在內的特別空勤團反恐部隊遂前往攻堅「黑天鵝」傭兵位於漢普斯特德荒野的基地，而隨團克里曼斯在找到威廉·路易斯後將其槍殺，但凱絲和奥利早已逃去，而湯姆與同袍兼好友戴科·史密夫也在行動中差點被手榴彈炸傷。翌日，湯姆與女友蘇菲·哈特醫生啟程前往法國巴黎旅行，善良的蘇菲對湯姆前一天還在殺人，第二天便若無其事似的與她一同浪漫地渡假感到不解且無法接受。同時，同樣登上了列車意圖前往英法海底隧道的凱絲及其手下亦在抵達隧道後隨即發難，先殺掉車長並讓列車停下，後下車到維修隧道與以奥利為首的二十多名傭兵們會合，隨即控制列車，挾持所有乘客為人質，只有事前看到凱絲而尾隨著她下車的湯姆不在傭兵的監察。他隨即拍下了幾名傭兵的照片並通知戴科，戴科也隨即將消息和照片傳給上司比斯特。然而，凱絲隨即收到通知有一名特種部隊成員在列車上跟她們一起以及有湯姆偷拍他們的照片，她根據拍攝角度判斷湯姆身處車外，並試圖派人捉拿其。 
同時，身為醫生的蘇菲被傭兵帶到廁所替一名受傷的女童包紮，中途曾透過馬桶跟在車底下爬行的湯姆交談。湯姆本想直接救走蘇菲，但蘇菲拒絕，希望能留下照顧列車上的傷者，因此湯姆只救走了女童，並打昏了蘇菲，製造蘇菲並不是與他一伙的假象。然而，到場看到後的凱絲並不相信蘇菲，堅信她跟那名特種部隊成員是一伙的，並派奥利到車外去捉拿湯姆。而特別空勤團和克里曼斯趕到了現場，克里曼斯要求不顧人質立即攻堅，並根據湯姆的情報得知傭兵們以每列車卡兩人平均分佈，因此打算從車頭位置出擊。但空勤團進入隧道內時竟發現有大量傭兵正駐守於車頭，空勤團被完全壓制，最後在兩名隊員死亡的折損下撤退。克里曼斯對兩次攻堅行動凱絲都提前知道他們的部署心生懷疑，認為空勤團中有內鬼，並將目光對準多次以通緝令和人質安全為由反對向凱絲下達格殺令的指揮官比斯特少校。 
凱絲隨即致電，向比斯特少校要求布里加斯集團提交贖金、英國政府承認曾聘請「黑天鵝」傭兵集團以及讓傭兵團安全離開。比斯特要求談判前要釋放一百名人質來釋出善意，凱絲反要比斯特親自與克里曼斯到列車上接走人質。二人在登上列車並到達凱絲面前時，凱絲隨即將比斯特爆頭槍殺，並與克里曼斯對話，言談中克里曼斯暗示了是英國政府聘用「黑天鵝」傭兵集團，以及布里加斯集團的確將天然氣管道偷偷藏建於英法海底隧道內，二人亦達成協議，克里曼斯承諾會提供贖金和直昇機。而在比斯特死後，軍階僅次於其的戴科接管部隊。戴科隨即致電湯姆，表示希望他能儘快離開，但湯姆表明在救起蘇菲前不會離開。戴科隨即致電凱絲，揭示他為真正的內鬼，並在凱絲的威迫下告訴其湯姆和蘇菲的關係。 凱絲隨即以蘇菲為餌打算引出湯姆，但湯姆反制服了奥利，並要求與凱絲交換人質。但凱絲不顧奥利安危似的直接朝湯姆開火，子彈亦擊傷了奥利，湯姆在混亂中成功逃脫，但蘇菲亦被挾持。凱絲再度致電空勤團，並與新指揮官戴科對話，在確認獲得贖金和直昇機後準備離開。而克里曼斯在看到戴科與凱絲對話時的恐懼而開始懷疑其為內鬼。 
凱絲和奥利二人挾持著蘇菲乘坐維修用的纜車離開，然而湯姆成功追蹤他們，奥利告訴凱絲讓他留下來斷後，凱絲亦向其敞開心扉告訴他父親會為他而驕傲，但奥利並非湯姆的對手，很快便被其擊倒並脱下頭盔，丟進凍風管中凍死。另一邊廂，凱絲的副手莎達則帶領剩餘的傭兵混入列車乘客逃跑，因他們的行動極不自然而被空勤團的狙擊手認出並狙殺，但仍然未能捕獲凱絲，憤怒的克里曼斯打算直接攤牌殺掉戴科，同一時間，成功逃離隧道範圍的凱絲則引爆了裝在天然氣管道的炸彈，炸彈亦波及戴科和克里曼斯身處的指揮塔，克里曼斯遭瓦礫壓住，並被戴科打斷頸骨身亡。湯姆此時亦成功從隧道爬出，並追上了凱絲，凱絲試圖勸說其加入「黑天鵝」，但立即被其刺斷頸動脈死亡。 
事後，湯姆和蘇菲仍然按原定計劃到巴黎旅行，湯姆亦向蘇菲求婚，並指自己終於明白何為愛。而阿德活首相被下議院彈劾，布里加斯集團亦成為眾矢之的，他們卻將矛頭指向內鬼戴科，並發出紅色通緝令追捕其。最後湯姆和蘇菲二人在西班牙舉辦婚禮，但婚禮途中湯姆接到電話，電話另一端告訴其已找到戴科的藏身處。

## 演員
- 山姆·修根 飾演 湯瑪斯·「湯姆」·威廉·白金漢三世（Thomas "Tom" William Buckingham III）：英國貴族，特別空勤團反恐部隊成員，為人自私無情、喜歡殺戮。
- 露比·蘿絲 飾演 凱絲·路易斯（Grace Lewis）：「黑天鵝」傭兵集團的二把手。在父親被殺後打算報復，將英國政府和布里加斯集團的惡行公諸於世，遂策動「歐洲之星」綁架案。
- 漢娜·約翰-卡門 飾演 蘇菲·哈特醫生（Dr. Sophie Hart）：湯姆的女友，富有愛心的兒科醫生，不理解喜歡殺戮的湯姆，甚至有分手的打算。
- 湯姆·霍珀 飾演 德克蘭·「戴科」·史密夫中士（Sergeant Declan "Dec" Smith）：湯姆的摯友，特別空勤團反恐部隊成員，於比斯特少校身亡後接任指揮官，但實為凱絲所安插的內鬼。
- 安迪·瑟克斯 飾演 喬治·克里曼斯（George Clements）：為英國政府辦事的黑手套，有軍事背景[註 1]，希望以武力解決「歐洲之星」綁架案，避免驚動傳媒。
- 洛爾·克拉克 飾演 比斯特少校（Major Bisset）：特別空勤團反恐部隊指揮官，於電影初段被誤認為內鬼，但實際上只是一個忠於體制的老實軍人。
- 雷·潘塔基（英语：Ray Panthaki） 飾演 阿德活首相（Prime Minister Atwood）：英國首相，與布里加斯集團私相授受。
- 湯姆·威爾金森 飾演 威廉·路易斯（William Lewis）：「黑天鵝」傭兵集團首領，冷血殘忍，對凱絲有著極高期望。
- 歐文·約曼 飾演 奥利·路易斯（Olly Lewis）：「黑天鵝」傭兵，威廉的兒子、凱絲的哥哥，但能力遠不及二人，因此被威廉輕看且不獲重用。
- 陸思敬 飾演 莎達（Zada）：「黑天鵝」傭兵，凱絲的左右手。
- 安妮·里德（英语：Anne Reid） 飾演 夏洛特（Charlotte）：「歐洲之星」列車乘客，坐在湯姆和蘇菲鄰座的老太太。
- 理查德·麥凱布（英语：Richard McCabe） 飾演 卡勒姆（Callum）：白金漢家族的管家。
- 道格拉斯·瑞思（英语：Douglas Reith） 飾演 查理斯·韋特西德爵士（Sir Charles Whiteside）：布里加斯集團主席。
- 莎拉·温蒂（Sarah Winter）飾演 科琳（Colleen）：「黑天鵝」傭兵，曾假扮成湯姆的鄰居。

## 設定
「黑天鵝」傭兵集團 （The Black Swans）
英國傭兵集團，由路易斯家族控制，總部位於漢普斯特德荒野，受僱於代表英國政府和布里加斯集團的克里曼斯，負責以屠村等手段吞併格魯吉亞村郊土地。
布里加斯集團（Britgaz）
英國規模最龐大的企業之一，集團主席為查理斯·韋特西德爵士，私下與英國政府合作吞併格魯吉亞的村郊土地興建天然氣管道，並將管道偷偷藏建於英法海底隧道內。該集團影射現實中的英國能源公司英國天然氣（British Gas）。

## 製作
2018年11月，劇組宣佈在匈牙利布達佩斯開始拍攝。山姆·修根、露比·蘿絲、湯姆·威爾金森和歐文·約曼宣佈加盟劇組。 2019年2月，安迪·沙基斯、漢娜·約翰-卡門、湯姆·霍珀、洛爾·克拉克、雷·潘塔基、陸思敬、道格拉斯·瑞思、理查德·麥凱布和安妮·里德亦宣布出演。拍攝工作於同月結束，劇組亦曾到英國倫敦和法國巴黎兩地拍攝。 

## 發行
電影於2021年3月12日由Sky Cinema發行。2021年2月，Vertical Entertainment和Redbox Entertainment獲得了這部電影的美國發行權，並將其定於 2021年3月16日上映。 

## 評價
《特種空勤團：紅色通緝令》的評價褒貶不一。爛蕃茄根據17條評論，持有53%的新鮮度，平均得分為5.00/10
。而IMDb根據5,980名用戶的評分獲得4.9/10的分數。 Metrowest Daily News的埃德·西姆庫斯讚揚故事的幾條支線都同樣緊湊，但這些刺激的動作場面對帶出故事中心思想毫無幫助。Movie Nation影評人羅渣·摩亞則批評電影是「設計差劣、故事推進愚蠢和無論在重要或不重要的劇情上都缺乏靈魂」。

## 注脚
1. ↑  於電影初段與首相阿德活在辦公室對話一幕穿著英國陸軍的軍便服

## 外部連結
- 官方网站
- 互联网电影数据库（IMDb）上《特種空勤團：紅色通緝令》的资料（英文）

Template:Netflix已上映電影與紀錄片 (2020年代)